# Lamellisphecia haematinea
Lamellisphecia haematinea is een vlinder uit de familie wespvlinders (Sesiidae), onderfamilie Sesiinae.
Lamellisphecia haematinea is voor het eerst wetenschappelijk beschreven door Kallies & Arita in 2004. De soort komt voor in het Oriëntaals gebied.